# 法比安娜·席尔瓦
法比安娜·席尔瓦（葡萄牙語：Fabiana Silva，1988年7月27日—），巴西女子羽毛球運動員。

## 簡歷
2014年8月，法比安娜·席尔瓦參加丹麥哥本哈根舉行的世界羽毛球錦標賽，出戰女子單打項目，首圈就以0比2（14-21、14-21）不敵中華台北的白驍馬出局。

## 主要比賽成績
只列出曾進入準決賽的國際賽事成績：
| 年份   | 賽事                                        | 公開賽級別 | 項目     | 拍檔                   | 成績   |
| ------ | ------------------------------------------- | ---------- | -------- | ---------------------- | ------ |
| 2009年 | 巴西羽毛球國際賽                            | 未來系列賽 | 女子雙打 | Marina Eliezer         | 準決賽 |
| 2012年 | 巴西羽毛球國際賽                            | 國際挑戰賽 | 女子單打 | －                     | 準決賽 |
| 2012年 | 巴西羽毛球國際賽                            | 國際挑戰賽 | 女子雙打 | 保拉·比阿特丽斯·佩雷拉 | 準決賽 |
| 2012年 | 巴西羽毛球國際賽                            | 國際挑戰賽 | 混合雙打 | 乌戈·亚瑟索            | 亞軍   |
| 2012年 | 泛美洲羽毛球錦標賽                          | 其他       | 混合團體 | －                     | 季軍   |
| 2012年 | 泛美洲羽毛球錦標賽                          | 其他       | 女子雙打 | 保拉·比阿特麗斯·佩雷拉 | 季軍   |
| 2013年 | 南方共同市場羽毛球國際系列賽                | 國際系列賽 | 女子單打 | －                     | 準決賽 |
| 2013年 | 南方共同市場羽毛球國際系列賽                | 國際系列賽 | 混合雙打 | 乌戈·亚瑟索            | 亞軍   |
| 2013年 | 阿根廷羽毛球國際賽                          | 未來系列賽 | 女子單打 | －                     | 準決賽 |
| 2013年 | 阿根廷羽毛球國際賽                          | 未來系列賽 | 混合雙打 | 乌戈·亚瑟索            | 亞軍   |
| 2013年 | 泛美洲羽毛球錦標賽                          | 其他       | 混合團體 | －                     | 季軍   |
| 2013年 | 泛美洲羽毛球錦標賽                          | 其他       | 女子單打 | －                     | 季軍   |
| 2013年 | 泛美洲羽毛球錦標賽                          | 其他       | 混合雙打 | 乌戈·亚瑟索            | 季軍   |
| 2013年 | 聖多明哥羽毛球公開賽                        | 國際系列賽 | 混合雙打 | 乌戈·亚瑟索            | 亞軍   |
| 2013年 | 美國羽毛球國際賽                            | 國際挑戰賽 | 女子單打 | －                     | 準決賽 |
| 2013年 | 墨西哥羽毛球國際賽                          | 國際系列賽 | 女子單打 | —                      | 亞軍   |
| 2013年 | 墨西哥羽毛球國際賽                          | 國際系列賽 | 混合雙打 | 乌戈·亚瑟索            | 亞軍   |
| 2013年 | 波多黎各羽毛球國際挑戰賽                    | 國際挑戰賽 | 女子單打 | －                     | 準決賽 |
| 2013年 | 波多黎各羽毛球國際挑戰賽                    | 國際挑戰賽 | 混合雙打 | 乌戈·亚瑟索            | 準決賽 |
| 2014年 | 南方共同市場羽毛球國際賽                    | 國際系列賽 | 女子單打 | －                     | 準決賽 |
| 2014年 | 南方共同市場羽毛球國際賽                    | 國際系列賽 | 女子雙打 | 保拉·比阿特丽斯·佩雷拉 | 亞軍   |
| 2014年 | 南方共同市場羽毛球國際賽                    | 國際系列賽 | 混合雙打 | 乌戈·亚瑟索            | 亞軍   |
| 2014年 | 阿根廷羽毛球國際賽                          | 國際系列賽 | 女子單打 | －                     | 準決賽 |
| 2014年 | 阿根廷羽毛球國際賽                          | 國際系列賽 | 女子雙打 | 保拉·比阿特丽斯·佩雷拉 | 冠軍   |
| 2014年 | 阿根廷羽毛球國際賽                          | 國際系列賽 | 混合雙打 | 乌戈·亚瑟索            | 亞軍   |
| 2014年 | 危地馬拉羽毛球國際賽                        | 國際挑戰賽 | 女子單打 | －                     | 準決賽 |
| 2014年 | 危地馬拉羽毛球國際賽                        | 國際挑戰賽 | 女子雙打 | 保拉·比阿特丽斯·佩雷拉 | 亞軍   |
| 2014年 | 危地馬拉羽毛球國際賽                        | 國際挑戰賽 | 混合雙打 | 乌戈·亚瑟索            | 準決賽 |
| 2014年 | 泛美洲羽毛球錦標賽                          | 其他       | 混合團體 | －                     | 季軍   |
| 2014年 | 泛美洲羽毛球錦標賽                          | 其他       | 女子單打 | －                     | 季軍   |
| 2014年 | 巴西羽毛球國際賽                            | 國際挑戰賽 | 女子單打 | －                     | 準決賽 |
| 2015年 | 秘魯羽毛球國際系列賽                        | 國際系列賽 | 女子單打 | －                     | 準決賽 |
| 2015年 | 秘魯羽毛球國際系列賽                        | 國際系列賽 | 女子雙打 | 保拉·比阿特丽斯·佩雷拉 | 亞軍   |
| 2015年 | 秘魯羽毛球國際系列賽                        | 國際系列賽 | 混合雙打 | 乌戈·亚瑟索            | 準決賽 |
| 2015年 | 南方共同市場羽毛球國際挑戰賽                | 國際挑戰賽 | 女子雙打 | 保拉·比阿特丽斯·佩雷拉 | 準決賽 |
| 2015年 | 秘魯羽毛球國際賽                            | 國際挑戰賽 | 女子雙打 | 保拉·比阿特丽斯·佩雷拉 | 準決賽 |
| 2015年 | 智利羽毛球國際賽                            | 國際系列賽 | 女子雙打 | 保拉·比阿特丽斯·佩雷拉 | 亞軍   |
| 2015年 | 墨西哥羽毛球國際賽                          | 國際系列賽 | 女子單打 | －                     | 準決賽 |
| 2015年 | 哥倫比亞羽毛球國際賽                        | 國際系列賽 | 女子雙打 | －                     | 亞軍   |
| 2015年 | 哥倫比亞羽毛球國際賽                        | 國際系列賽 | 女子雙打 | 安娜·保拉·坎波斯       | 冠軍   |
| 2015年 | 哥倫比亞羽毛球國際賽                        | 國際系列賽 | 混合雙打 | 亚历克斯·汤            | 冠軍   |
| 2015年 | 阿根廷羽毛球國際賽                          | 國際系列賽 | 女子單打 | －                     | 準決賽 |
| 2015年 | 巴西羽毛球國際賽                            | 國際系列賽 | 女子單打 | －                     | 亞軍   |
| 2015年 | 巴西羽毛球國際賽                            | 國際系列賽 | 混合雙打 | 乌戈·亚瑟索            | 冠軍   |
| 2015年 | 波多黎各羽毛球國際系列賽                    | 國際系列賽 | 女子單打 | －                     | 準決賽 |
| 2015年 | 波多黎各羽毛球國際系列賽                    | 國際系列賽 | 女子雙打 | 安娜·保拉·坎波斯       | 亞軍   |
| 2015年 | 波多黎各羽毛球國際系列賽                    | 國際系列賽 | 混合雙打 | 丹尼尔·帕约拉          | 亞軍   |
| 2015年 | 蘇利南羽毛球國際賽                          | 國際系列賽 | 女子單打 | －                     | 準決賽 |
| 2015年 | 蘇利南羽毛球國際賽                          | 國際系列賽 | 女子雙打 | 安娜·保拉·坎波斯       | 亞軍   |
| 2016年 | 泛美洲羽毛球錦標賽                          | 其他       | 混合團體 | －                     | 亞軍   |
| 2016年 | 巴西羽毛球大獎賽                            | 大獎賽     | 女子單打 | －                     | 準決賽 |
| 2017年 | 泛美洲羽毛球錦標賽 (團體)                   | 其他       | 混合團體 | －                     | 亞軍   |
| 2017年 | 巴西羽毛球國際賽                            | 國際挑戰賽 | 女子單打 | －                     | 亞軍   |
| 2017年 | 巴西羽毛球國際賽                            | 國際挑戰賽 | 女子雙打 | 保拉·比阿特丽斯·佩雷拉 | 準決賽 |
| 2017年 | 巴西羽毛球國際賽                            | 國際挑戰賽 | 混合雙打 | 乌戈·亚瑟索            | 冠軍   |
| 2017年 | 南方共同市場羽毛球國際系列賽                | 國際系列賽 | 女子單打 | －                     | 冠軍   |
| 2017年 | 南方共同市場羽毛球國際系列賽                | 國際系列賽 | 女子雙打 | 保拉·比阿特丽斯·佩雷拉 | 冠軍   |
| 2017年 | 南方共同市場羽毛球國際系列賽                | 國際系列賽 | 混合雙打 | 阿图尔·席尔瓦·波莫切诺 | 冠軍   |
| 2018年 | 巴西羽毛球國際賽                            | 國際挑戰賽 | 混合雙打 | 阿图尔·席尔瓦·波莫切诺 | 準決賽 |
| 2018年 | 秘魯羽毛球未來系列賽                        | 未來系列賽 | 女子單打 | －                     | 亞軍   |
| 2018年 | 秘魯羽毛球國際賽                            | 國際系列賽 | 女子單打 | －                     | 準決賽 |
| 2018年 | 秘魯羽毛球國際賽                            | 國際系列賽 | 混合雙打 | 阿图尔·席尔瓦·波莫切诺 | 冠軍   |
| 2018年 | 墨西哥羽毛球國際賽                          | 國際系列賽 | 混合單打 | 法布里西奥·法里亚斯    | 準決賽 |
| 2018年 | 危地馬拉羽毛球國際系列賽                    | 國際系列賽 | 女子單打 | －                     | 準決賽 |
| 2018年 | 聖多明哥羽毛球公開賽                        | 國際系列賽 | 女子單打 | －                     | 冠軍   |
| 2018年 | 聖多明哥羽毛球公開賽                        | 國際系列賽 | 混合單打 | 阿图尔·席尔瓦·波莫切诺 | 準決賽 |
| 2018年 | 薩爾瓦多羽毛球國際賽                        | 未來系列賽 | 女子單打 | －                     | 亞軍   |
| 2019年 | 泛美洲羽毛球混合團體錦標賽                  | 其他       | 混合團體 | －                     | 季軍   |
| 2019年 | 秘魯羽毛球國際賽                            | 國際系列賽 | 女子單打 | －                     | 準決賽 |
| 2019年 | 秘魯羽毛球國際賽                            | 國際系列賽 | 混合單打 | 阿图尔·席尔瓦·波莫切诺 | 準決賽 |
| 2019年 | 泛美運動會羽毛球比賽                        | 其他       | 女子雙打 | Tamires Santos         | 銅牌   |
| 2019年 | 巴西羽毛球未來系列賽 （页面存档备份，存于） | 未來系列賽 | 女子單打 | －                     | 冠軍   |
| 2019年 | 加勒比地區羽毛球聯合會國際賽                | 國際系列賽 | 女子單打 | －                     | 準決賽 |
| 2019年 | 墨西哥羽毛球國際賽                          | 國際系列賽 | 女子單打 | －                     | 亞軍   |
| 2019年 | 危地馬拉羽毛球國際系列賽                    | 國際系列賽 | 女子單打 | －                     | 亞軍   |
| 2019年 | 巴西羽毛球國際系列賽                        | 國際系列賽 | 女子單打 | －                     | 準決賽 |
| 2019年 | 巴西羽毛球國際系列賽                        | 國際系列賽 | 女子雙打 | Jeisiane Alves         | 準決賽 |
| 2019年 | 聖多明哥羽毛球公開賽                        | 國際系列賽 | 女子單打 | －                     | 冠軍   |
| 2020年 | 伊朗羽毛球國際挑戰賽                        | 國際挑戰賽 | 女子單打 | －                     | 準決賽 |
| 2020年 | 泛美洲羽毛球男女子團體錦標賽                | 其他       | 女子團體 | －                     | 季軍   |
| 2020年 | 肯亞羽毛球國際賽                            | 未來系列賽 | 女子單打 | －                     | 準決賽 |
| 2024年 | 吉拉爾迪拉羽毛球賽                          | 未來系列賽 | 女子雙打 | 塔希玛拉·奥罗佩萨·普波 | 亞軍   |

| 2007-2017年 | 首要超級賽 | 超級賽 | 黃金大獎賽 | 大獎賽 | 國際挑戰賽 | 國際系列賽 | 未來系列賽 | 其他 |

| 2018-2026年 | 總決賽 | 超級1000賽 | 超級750賽 | 超級500賽 | 超級300賽 | 超級100賽 | 國際挑戰賽 | 國際系列賽 | 未來系列賽 | 其他 |

### 奧運會和世錦賽參賽紀錄
|          | 搭檔        | 2014 | 2020       |
| -------- | ----------- | ---- | ---------- |
| 女子單打 | －          | 48強 | 小組第三名 |
|          |             |      |            |
| 混合雙打 | 乌戈·亚瑟索 | 48強 | －         |